# Lova Golovtchiner
Lova Golovtchiner, né en 1938 à Genève, est un écrivain, humoriste, acteur et bellettrien vaudois.

## Biographie
Lova Golovtchiner fait ses études à Genève avant d'obtenir une licence en Lettres à l'Université de Lausanne, où il dirige le théâtre universitaire.
C'est en 1962 qu'il fonde Boulimie, dont le premier spectacle, présenté à l'Exposition nationale de 1964, rencontre un immense succès public. Mais c'est bien des spectacles plus tard, en février 1970, qu'il peut inaugurer avec Martine Jeanneret, son épouse, et Samy Benjamin le Théâtre Boulimie à Lausanne, à la place Arlaud, dont les réalisations sont principalement des spectacles d'humour constitués de sketches satiriques écrits par Lova Golovchiner sur des faits d'actualité.
Humoriste prolifique, il est l'auteur de centaines de sketches, de plus encore de billets d'actualité, d'un nombre considérable d'émissions radiophoniques, dont Tartine, d'innombrables apparitions à la Télévision suisse romande, dont Le Fond de la corbeille, et de plusieurs livres.

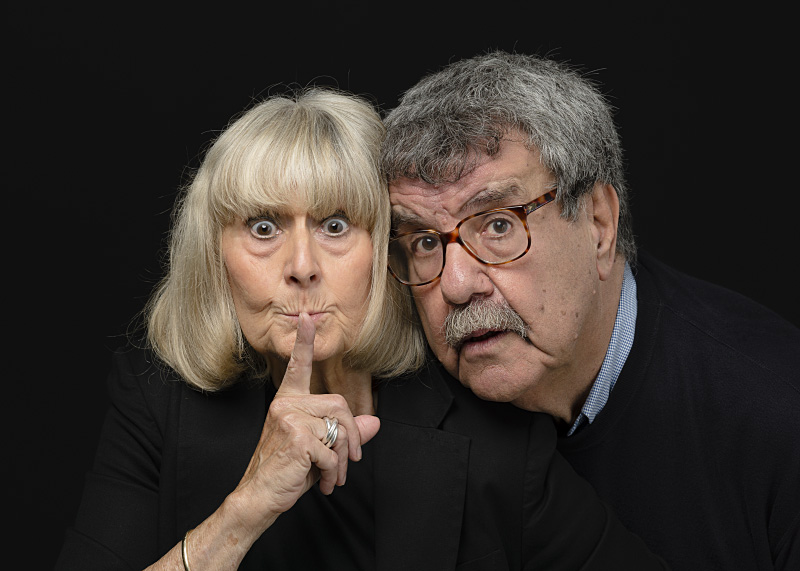
Lova Golovtchiner et Martine Jeanneret en 2015

En octobre 2021, il reçoit le Grand Prix de la Fondation vaudoise pour la culture avec sa partenaire Martine Jeanneret.

## Livres
- I Lova you
- 30 ans ferme : Théâtre Boulimie, 1970-2000, Lausanne, 2000
- À fond la corbeille, Lausanne, 2002
- On est rien : La Tartine Boulimie 82-90
- Légendes au Carré, Lausanne, 1966
- Sans oublier les émissions quotidiennes à la Radio Suisse romande : Au fond à gauche, et à partir de 1976 Cinq sur cinq co-animée en par Jean-Charles Simon, Patrick Lapp et Emile Gardaz.